# Heinz Höhne
Heinz Höhne (* 1926 in Berlin; † 27. März 2010 in Großhansdorf) war ein deutscher Journalist und Sachbuchautor.

## Leben
Höhne wuchs in Berlin auf und wurde gegen Ende des Zweiten Weltkriegs zum Kriegsdienst einberufen. Er war Soldat im Panzerkorps „Großdeutschland“. Nach dem Krieg studierte er Journalismus in München und arbeitete als freier Journalist für verschiedene Zeitungen. 1955 erhielt er eine Festanstellung in der Auslandsredaktion des Nachrichtenmagazins Der Spiegel. Später wurde er dort Leiter der anglo-amerikanischen Abteilung. Er galt beim Spiegel auch als Geheimdienstspezialist und akribischer Rechercheur. Im Anschluss an die Spiegel-Affäre nahm er sich zwei Jahre Zeit, um detailliert nachzuweisen, dass die Angaben in dem Spiegel-Artikel Bedingt abwehrbereit, der Auslöser der Affäre war, schon vorher an anderen Stellen publiziert worden waren. Die Leitung der Auslandsredaktion übergab er während dieser Zeit einem Kollegen. Bei seinen Recherchen stieß er auf Dokumente, die Kurt Georg Kiesinger, der wegen seiner nationalsozialistischen Vergangenheit immer wieder in der Kritik stand, entlasteten. Conrad Ahlers ließ das Dokument Kiesinger zukommen, was Kiesinger den Weg zur Wahl zum Bundeskanzler ebnete. Bis 1991 war Höhne leitender Redakteur beim Spiegel, zuletzt als Leiter der Serienredaktion. Er galt als wertkonservativer Journalist.
Bekannt wurde Höhne vor allem durch seine detaillierten Studien zur Geschichte des Dritten Reichs, insbesondere zur Geschichte der SS, die aus einer Spiegel-Serie 1966 entstanden und für die er zwei Jahre lang über 70.000 Dokumente zum Beispiel des Hauptarchivs der NSDAP sichtete. Das Buch Höhnes zur SS gilt – obwohl es z. T. durch spätere Forschungen revidiert wurde – bis heute als „ein Standardwerk zur Geschichte der SS“. Dieses erkannte der Historiker Jens Westemeier in seiner Studie über den SS-Führer Joachim Peiper an. Er schrieb aber, Höhne habe sich zu sehr auf die Angaben der SS-Offiziere verlassen, die er persönlich kennengelernt hatte. Höhnes unhinterfragte Wiedergabe von Darstellungen ehemaliger SS-Führer kritisieren auch die Historiker Jan Erik Schulte und Karsten Wilke. Unter anderem dadurch sei die Fehlleistung zu erklären, die in der Behauptung liege, die Waffen-SS hätte nichts mit den Konzentrationslagern zu tun gehabt, wie es 1966 in der „Hausmitteilung“ des Spiegel zum Auftakt der Serie über die SS lautete.
Aus vielen der von Höhne für den Spiegel verfassten Serien entstanden Bücher. Zu den Spiegel-Serien von Höhne zählen zum Beispiel eine Serie über die Fritsch-Blomberg-Affäre (1984), über Korruptionsaffären in Deutschland (1984), über Wilhelm Canaris (1976) und über die Rote Kapelle (1972). 1983 schrieb er eine im Spiegel erschienene Serie zur Machtergreifung, aus der ebenfalls ein Buch entstand.
Wie Der Spiegel 2013 in seinem Artikel Gekaufte Geschichte unter Berufung auf den Historiker Winfried Meyer enthüllte, bediente sich auch Höhne des Informationsangebots der „Arbeitsgemeinschaft ehemaliger Abwehrangehöriger“ (AGEA) und wurde von dort „systematisch mit tendenziösen Auskünften und Erinnerungen“ versorgt. So gelang es der AGEA, neben der Forschung anderer Historiker auch die Arbeit Höhnes zu beeinflussen, was Meyer anhand von Höhnes Canaris-Biographie mit dem Titel Canaris. Patriot im Zwielicht belegte.

## Werke (Auswahl)
- Der Orden unter dem Totenkopf. Die Geschichte der SS. Mohn, Gütersloh 1967.
- Kennwort Direktor. Die Geschichte der Roten Kapelle. S. Fischer, Frankfurt am Main 1970.
- mit Hermann Zolling: Pullach intern. General Gehlen und die Geschichte des Bundesnachrichtendienstes. Hoffmann und Campe, Hamburg 1971, ISBN 3-455-08760-4.
- Die Machtergreifung. Deutschlands Weg in die Hitler-Diktatur (= Spiegel-Buch, Nr. 39). Rowohlt, Reinbek 1983, ISBN 3-499-33039-3.
- Canaris. Patriot im Zwielicht. Bertelsmann, München 1984, ISBN 3-570-01608-0.
- Mordsache Röhm. Hitlers Durchbruch zur Alleinherrschaft 1933–1934. Rowohlt, Reinbek 1984, ISBN 3-499-33052-0.
- Der Krieg im Dunkeln. Macht und Einfluss des deutschen und russischen Geheimdienstes. Bertelsmann, München 1985, ISBN 3-570-05667-8.
- Die Zeit der Illusionen. Hitler und die Anfänge des Dritten Reiches 1933–1936. Econ, Düsseldorf, Wien, New York 1991, ISBN 3-430-14760-3;
- überarbeitete Neuausgabe: Gebt mir vier Jahre Zeit. Hitler und die Anfänge des Dritten Reichs. Ullstein, Berlin. Frankfurt am Main 1996, ISBN 3-550-07095-0.